# Hans Fischböck
Hans Fischböck (Geras, 24 januari 1895 – Wehrda (Marburg), 3 juli 1967) was in de jaren 1940-1945 Generalkommissar für Finanz und Wirtschaft in het bezette Nederland in de Tweede Wereldoorlog, en daarmee een van de leiders van het Duitse bestuur in Nederland tijdens de Tweede Wereldoorlog.
Fischböck was een Oostenrijker en studeerde na het gymnasium rechten in Wenen. Van 1915 tot 1918 deed Fischböck dienst in het Oostenrijks-Hongaarse leger. Vanaf 1916 werd hij ingezet aan het front in Zuid-Tirol. Na de Eerste Wereldoorlog, in 1919, promoveerde hij in Wenen en ging werken in het Oostenrijkse bankwezen.
In 1938, na de Anschluss van Oostenrijk bij Duitsland, werd Fischböck minister voor Handel en Verkeer van Oostenrijk. Fischböck nam hier in overleg met Hermann Göring maatregelen voor het ariseren van de economie, dat wil zeggen het onteigenen van Joods eigendom.
Na de inval in Nederland werd Arthur Seyss-Inquart op 29 mei 1940 rijkscommissaris voor het bezette Nederland. Seyss-Inquart benoemde Hans Fischböck als Generalkommissar für Finanz und Wirtschaft, waarmee Fischböck de controle kreeg over financiën, verkeer, economie, sociale zaken en de posterijen. Een van zijn taken was de controle over vijandelijke vermogens.
Vanaf maart 1941 begon de onteigening van Joodse vermogens, waarvoor gebruik werd gemaakt van de bank Lippmann, Rosenthal & Co.. Vanaf 1942 werden onder verantwoording van Fischböck Nederlanders als dwangarbeider naar Duitsland gestuurd om te werken in de wapenindustrie.
Op 15 januari 1942 kreeg Fischböck naast zijn Nederlandse taken ook de leiding over het Duitse rijkscommissariaat voor de prijsvorming, een taak die hij tot 1945 uitoefende.
Na de Duitse capitulatie wist Fischböck met hulp van de organisatie ODESSA te ontkomen naar Argentinië. In Oostenrijk werd tegen hem wel een vervolging ingesteld, maar tot een veroordeling kwam het niet. In 1957 vielen zijn daden onder een amnestieregeling. In 1958 keerde Fischböck naar Europa terug, waar hij in 1967 stierf.

## Carrière
Fischböck bekleedde verschillende rangen in zowel de Allgemeine-SS als Oostenrijks-Hongaars leger. De volgende tabel laat zien dat de bevorderingen niet synchroon liepen.
| Datums                                          | Oostenrijks-Hongaars leger | NSKK               | Staatsdienst                                  | Allgemeine-SS    |
| ----------------------------------------------- | -------------------------- | ------------------ | --------------------------------------------- | ---------------- |
| 1918                                            | Leutnant der Reserve       | —                  | —                                             | —                |
| 20 april 1938                                   | —                          | NSKK-Brigadeführer | —                                             | —                |
| 1 januari 1940 (later op 1 mei 1938 teruggezet) | —                          | —                  | —                                             | SS-Mann          |
| 1 juni 1940                                     | —                          | —                  | —                                             | SS-Oberführer    |
| 5 juni 1940                                     | —                          | —                  | Generalkommissariat für Finanz und Wirtschaft | —                |
| 20 mei 1941                                     | —                          | —                  | Wehrwirtschaftsführer                         | —                |
| 9 november 1941                                 | —                          | —                  | —                                             | SS-Brigadeführer |
| 15 januari 1942                                 | —                          | —                  | Staatssekretär                                | —                |
| 15 januari 1942                                 | —                          | —                  | Reichskommissar                               | —                |

## Lidmaatschapsnummers
- NSDAP-nr.: 8 401 675 (lid vanaf 1 mei 1938 nummer gecorrigeerd naar nr. 6 133 529)
- SS-nr.: 367 799 (lid geworden 1 juni 1940)

## Onderscheidingen
Selectie:
- Erekruis voor de Wereldoorlog[6] op 30 oktober 1939[7]
- Ehrendegen des Reichsführers-SS[6]
- SS-Ehrenring[6]
- Medaille voor Dapperheid, 2e klasse[6]
- Medaille voor Militaire Verdienste[6]
- Kruis voor Oorlogsverdienste, 1e Klasse (30 januari 1942[8]) en 2e Klasse (25 oktober 1940[9])

Arthur Seyss-Inquart · Hanns Albin Rauter · Hans Fischböck · Friedrich Wimmer · Fritz Schmidt · Willi Ritterbusch